# Соман, Милинд
Милинд Соман (маратхи मिलिंद सोमण англ. Milind Soman, род. 4 ноября 1965, Глазго, Шотландия) — индийский актёр, продюсер и фитнес-промоутер.

## Биография
Милинд родился 4 ноября 1965 года в городе Глазго в семье маратхи. Его семья переехала в небольшой городок недалеко от Лондона, где он жил до семи лет, а потом — обратно в Индию и поселилась в районе Дадар города Мумбаи. Его отец Прабхакар был учёным-ядерщиком Атомного исследовательского центра Бхабха, а мать Уша — биохимиком, преподававшим в Wilson College. У Милинда есть две старшие сестры Нетра и Медха и младшая Анупама. Его бабушки и дедушки по обеим линиям доктора наук. Милинд учился в средней школе имени доктора Антонио Да Сильва. Позже получил диплом электронной инженерии в Политехническом университете имени М. Х. Сабу Сиддика. До начала карьеры в кино он был пловцом национального уровня и открыл способности модели.
Хотя у Сомана есть инженерный диплом, но не видит себя — зарабатывающим таким образом. Поэтому в 1988 году он начал карьеру в качестве модели. Также он участвовал в клипе певицы Алиши Чинай «Made in India». В середине 1990-х годов, после некоторого времени работы моделью, он сыграл главную роль в индийском научно-фантастическом сериале Captain Vyom. Затем, начиная с 2000 года, он сосредоточился на фильмах. Он также снялся в нескольких фильмах и сериалах на английском и других иностранных языках, включая «Долину цветов». В фильме шведского производства «Арн: Рыцарь-тамплиер» он сыграл Салах ад-Дина, почитаемого курдского лидера арабов и мусульман XII века.
В 2010 году, он принял участие в популярной телепередаче Fear Factor: Khatron Ke Khiladi и занял четвёртое место.

## Личная жизнь
Состоял в отношениях с моделью Мадху Сапре, позже они расстались.
В июле 2006 года Соман женился на актрисе китайского происхождения Милен Жампаной в туристическом месте на Гоа. В 2009 году они развелись.
22 апреля 2018 года актёр женился на Анките Конвар из штата Ассам, с которой встречался около года. Свадебная церемония прошла по традициям ассамских индуистов.

## Фильмография
| Год       |   | Русское название              | Оригинальное название                                        | Роль                |
| --------- | - | ----------------------------- | ------------------------------------------------------------ | ------------------- |
| 1995      | с |                               | A Mouthful of Sky                                            | Акаш Бхандаркар     |
| 1997—1998 | с |                               | Sea Hawks                                                    | Викрам Раджпут      |
| 1998—1999 | с |                               | Captain Vyom                                                 | Капитан Виом        |
| 2000      | ф |                               | Tarkieb                                                      | Капитан Аджит Верма |
| 2002      | ф |                               | Agni Varsha                                                  | Арвасу              |
| 2002      | ф | 16 декабря                    | 16 December                                                  | Викрам              |
| 2002      | ф |                               | Pyaar Ki Dhun                                                | Рохит               |
| 2003      | ф |                               | Rules: Pyaar Ka Superhit Formula                             | Викрам Варма        |
| 2004      | ф |                               | Surya                                                        | Сурия               |
| 2005      | ф |                               | Bhagmati                                                     | Принц Кюли Кютб Шах |
| 2005      | ф | В тисках предательства        | Jurm                                                         | Рохит               |
| 2006      | ф |                               | Katputtli                                                    | Ардужн              |
| 2006      | ф | Долина цветов                 | Valley of Flowers                                            | Джалан              |
| 2007      | ф | Арн: Рыцарь-тамплиер          | Arn - Tempelriddaren (швед.)                                 | Саладин             |
| 2007      | ф |                               | Bheja Fry                                                    | Анант Гхошал        |
| 2007      | ф |                               | Say Salaam India                                             | Гарри Оберой        |
| 2007      | ф |                               | Pachaikili Muthucharam (там.)                                | Лоуренс             |
| 2008      | ф |                               | Bhram                                                        | Девендра            |
| 2009      | ф |                               | Gandha: Smell (мар.)                                         | Саранг              |
| 2010      | ф |                               | Nakshatra                                                    | Инспектор Гупта     |
| 2010      | ф | Погоня                        | Paiyaa (там.)                                                | Баали               |
| 2010      | ф | Арн: Королевство в конце пути | Arn - Riket vid vägens slut (швед.)                          | Саладин             |
| 2011      | ф |                               | Vithagan (там.)                                              | Бадри               |
| 2012      | ф | Поможем развестись            | Jodi Breakers                                                | Марк                |
| 2012      | ф |                               | Agent Hamilton: But Not If It Concerns Your Daughter (англ.) | Абдул Рахман        |
| 2013      | ф |                               | Alex Pandian (там.)                                          | Алвин Мартин        |
| 2013      | ф |                               | David (хинди)                                                | гангстер            |
| 2015      | ф | Баджирао и Мастани            | Bajirao Mastani                                              | Амбаджи Пант        |
| 2017      | ф | Шеф                           | Chef                                                         | Биджу               |
| 2018      | ф |                               | Hamara Tiranga                                               | Arjun               |